# A csirkebaszó
A csirkebaszó (Chickenlover a.k.a. Chickenfucker) a South Park című rajzfilmsorozat 17. része (a 2. évad 4. epizódja). Elsőként 1998. május 27-én sugározták az Egyesült Államokban.

## Cselekmény
Ebben a részben egy rejtélyes perverz alak molesztálja a város tyúkjait, miközben a tanulók egy könyvtárbuszt látogatnak meg, melyet egy különös férfi vezet. Amikor Barbrady nyomozni kezd, szembesülnie kell azzal, hogy nem tud olvasni. Szégyenében lemond tisztségéről, ekkor szinte azonnal káosz tör ki South Parkban. Barbrady a harmadikosok osztályába kerül, a főszereplő gyerekek mellé, hogy megtanuljon olvasni. Hamarosan kap egy ötöst és kissé túlságosan is élvezni kezdi az iskolát, de McDaniels polgármester arra kényszeríti, hogy gyorsabban tanuljon, különben végleg kirúgják rendőri állásából. 
Barbrady kinevezi Cartmant rendőrhelyettesnek, aki a triciklijén járja a várost és igazságot oszt, keményen megbüntetve azokat, akik nem tisztelik a „tekintélyét”. A „csirkebubu” (ahogyan a felnőttek a gyerekek előtt nevezik a molesztálót) ezalatt olyan könyvcímek megadásával segíti a rendőrt, melyekkel elősegíti a nyomozást. Barbrady a gyerekek kitartó biztatása segítségével elolvassa ezeket a köteteket és egyre közelebb kerül a megoldáshoz.
Végül az állatsimogatónál fogják el a Richard Nixon álarcot viselő molesztálót, aki nem más, mint a könyvtárbusz tulajdonosa. Bevallja, hogy célja a rendőr olvasásra buzdítása volt, majd átadja Barbrady-nek Ayn Rand Atlasz vállat von című könyvét. A városiak parádét szerveznek Barbrady tiszteletére, aki ünnepélyesen megfogadja, hogy soha többé nem olvas semmit, mert az Atlasz vállat von szerinte annyira rossz könyv volt.

## Kenny halála
- Az epizód legvégén, a parádé során Kennyre rádől egy fa.
- Kenny az epizód során többször is olyan helyzetbe kerül, hogy mindenki azt hiszi, meghalt. Például az utcai zavargások alatt ráborul egy autó, de aztán sértetlenül száll ki belőle. Stan az első két alkalommal azt mondja: „Te jó ég, Kennyt kicsi(nálták)… Ja, nem szóltam”. Az utolsó esetben, amikor Kenny majdnem meghal, Stan dühösen felkiált: „Dögölj már meg!”.

## Utalások
- Az epizód egésze az amerikai „Cops” című sorozat paródiája.
- Több jelenet során is hallható a Barnaby Jones című sorozat főcímzenéje, amely a hetvenes években futott.

## Érdekességek
- A STOP-táblán, melyet Barbrady képtelen elolvasni, a 멍청이' (Meong-cheong-i) felirat látható, amely koreai nyelven „idiótát” jelent.
- A tanteremben, a tábla fölött a „Dios mio han matado (H) a Kenny bastardos” szöveg olvasható, melynek jelentése spanyolul: „Istenem, kicsinálták Kennyt, szemetek”.
- Az epizód végi parádén a felvonulási kocsit, amelyen Barbrady és a gyerekek utaznak, Jézus vezeti.

## Bakik
- A könyvtárbusz tulajdonosa azt állítja, azért molesztált csirkéket, hogy Barbrady megtanuljon olvasni. Azonban az első incidens még azelőtt történt, hogy a rendőr bevallotta volna, hogy analfabéta.
- Miután Cartman bekopog a McCormick család ajtaján, azt mondja, „Uram, kérem szálljon ki a járműből”, a tükröződés Cartman napszemüvegén pedig végig változatlan – a készítők ezeket a bakikat valószínűleg szándékosan követték el, hogy a komikus hatást fokozzák.
- Barbrady letépi jelvényét, amikor bevallja hogy nem tud olvasni, de a későbbiekben – például a tanteremben – az újra látható a ruháján.